# Bostanyeri
Bostanyeri ist ein Dorf im Landkreis Buldan der türkischen Provinz Denizli. Bostanyeri liegt etwa 47 km nordwestlich der Provinzhauptstadt Denizli und 2 km südlich von Buldan. Bostanyeri hatte laut der letzten Volkszählung 39 Einwohner (Stand Ende Dezember 2010).